# Myrmarachne macleayana
Myrmarachne macleayana là một loài nhện trong họ Salticidae.
Loài này thuộc chi Myrmarachne. Myrmarachne macleayana được Bradley miêu tả năm 1876.